# Saison 2013 des Padres de San Diego
La saison 2013 des Padres de San Diego est la 45e saison en Ligue majeure de baseball pour cette franchise.
Les Padres remettent en 2013 une fiche de 76 victoires et 86 défaites identique à celle de la saison précédente et passent de la 4e à la 3e place dans la division Ouest de la Ligue nationale. C'est une 3e saison perdante consécutive pour la franchise.

## Contexte
Les Padres terminent quatrièmes sur cinq clubs dans la division Ouest de la Ligue nationale en 2012 avec 76 victoires et 86 défaites, soit cinq gains de plus que la saison précédente mais tout de même une deuxième saison perdante de suite. Chase Headley, joueur de troisième but du club, s'impose parmi les meilleurs et domine la Ligue nationale avec 115 points produits.

## Intersaison

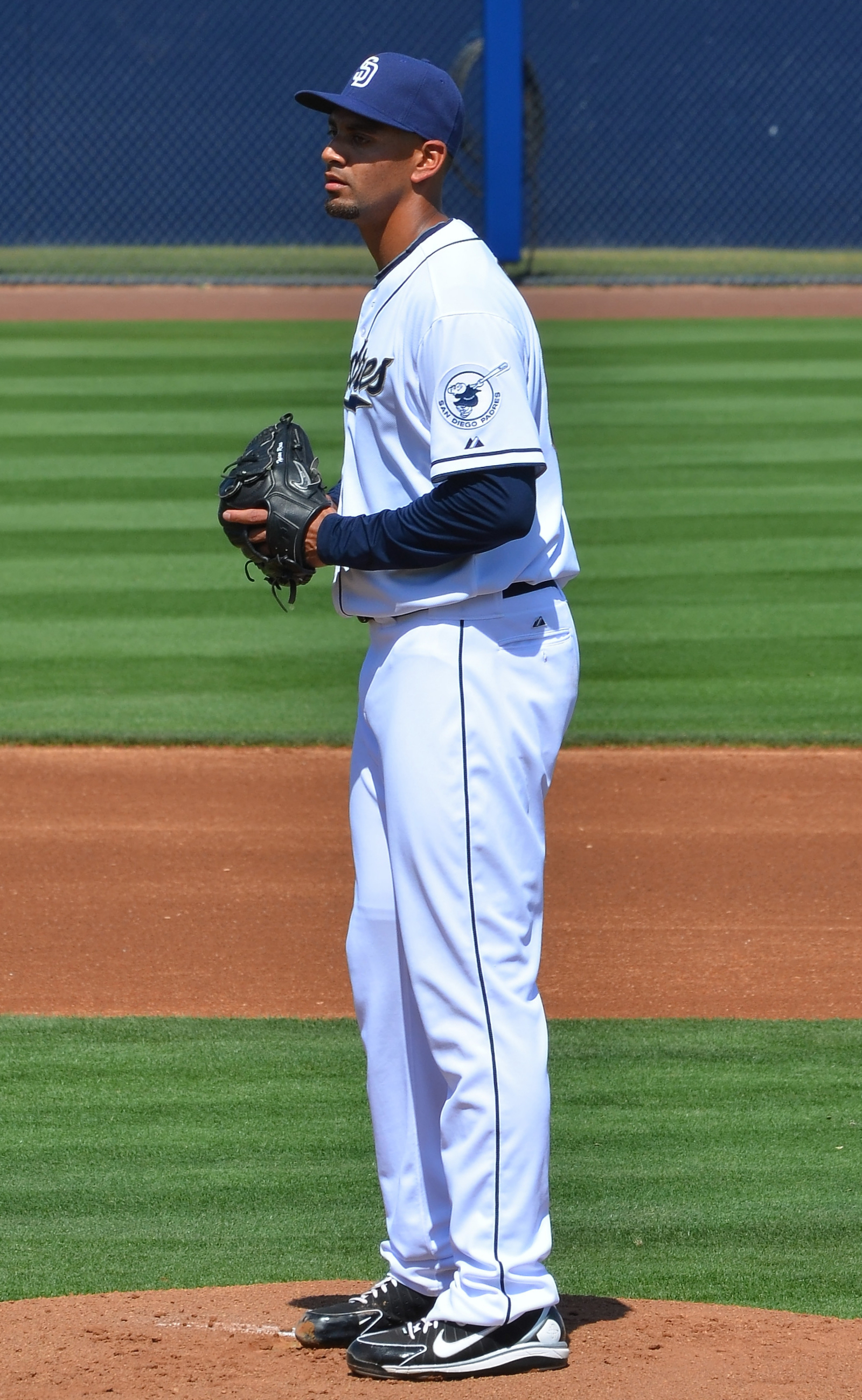
Tyson Ross.

Le 7 novembre 2012, le jeune receveur des Padres Yasmani Grandal est suspendu par le baseball majeur pour usage de testostérone et non-respect de la politique de la ligue contre le dopage. Sa suspension de 50 parties sera purgée au début de la saison 2013.
Le 16 novembre, les Padres échangent le lanceur gaucher Andrew Werner et le joueur d'avant-champ Andy Parrino aux Athletics d'Oakland contre le lanceur droitier Tyson Ross et le joueur de premier but des ligues mineures A. J. Kirby-Jones.
Le lanceur droitier Cory Burns, qui a fait ses débuts dans le baseball majeur en 2012, est transféré aux Rangers du Texas le 28 novembre. Le voltigeur Travis Buck, qui a joué la saison précédente chez les Astros de Houston, signe un contrat des ligues mineures avec San Diego. Le voltigeur Blake Tekotte est transféré aux White Sox de Chicago contre un lanceur droitier des mineures, Brandon Kloess.
Le 3 décembre, le lanceur partant droitier Jason Marquis signe un nouveau contrat d'un an avec les Padres. Un autre partant, le droitier Tim Stauffer, qui joue à San Diego depuis 2005, accepte un contrat des ligues mineures alors qu'il se remet d'une opération au coude.

## Calendrier pré-saison
L'entraînement de printemps des Padres se déroule du 22 février au 30 mars 2013.

## Saison régulière
La saison régulière des Padres se déroule du 1er avril au 29 septembre 2013 et prévoit 162 parties. Elle débute par une visite aux Mets de New York et le premier match local à San Diego est joué le 9 avril contre les Dodgers de Los Angeles.

### Avril
- 11 avril : Carlos Quentin charge le monticule et s'attaque au lanceur Zack Greinke des Dodgers de Los Angeles après avoir été atteint par un tir à San Diego. Greinke a la clavicule gauche brisée[14] et Quentin est suspendu le lendemain pour 8 parties[15].

### Septembre
- 16 septembre : À Pittsburgh, le lanceur des Padres Andrew Cashner lance un match d'un coup sûr dans un gain de 2-0 sur les Pirates. Cashner perd un match parfait en accordant un simple à José Tábata, le premier frappeur de la 8e manche, mais réussit son premier match complet et premier blanchissage en carrière[16].

### Classement
| Ligue nationale (Division Ouest) | V  | D  | %    | Diff. | Diff. (séries) |
| -------------------------------- | -- | -- | ---- | ----- | -------------- |
| Dodgers de Los Angeles           | 92 | 70 | ,568 | -     | -              |
| Diamondbacks de l'Arizona        | 81 | 81 | ,500 | 11    | 9              |
| Padres de San Diego              | 76 | 86 | ,469 | 16    | 14             |
| Giants de San Francisco          | 76 | 86 | ,469 | 16    | 14             |
| Rockies du Colorado              | 74 | 88 | ,457 | 18    | 16             |

## Affiliations en ligues mineures
| Niveau            | Équipe                | Ligue                         |
| ----------------- | --------------------- | ----------------------------- |
| AAA               | Padres de Tucson      | Ligue de la côte du Pacifique |
| AA                | San Antonio Missions  | Texas League                  |
| A-Advanced        | Lake Elsinore Storm   | California League             |
| A                 | Fort Wayne TinCaps    | Midwest League                |
| A (saison courte) | Eugene Emeralds       | Northwest League              |
| Ligue des recrues | Arizona League Padres | Arizona League                |
| Ligue des recrues | DSL Padres            | Dominican Summer League       |